# Hyllie IP

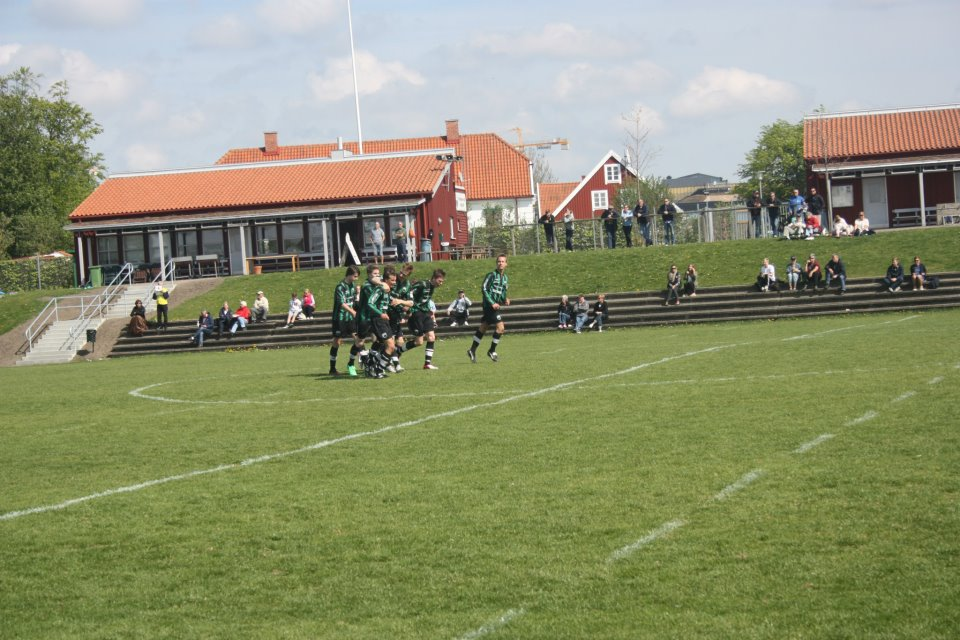
Målfirande av hemmalaget på Hyllie ip

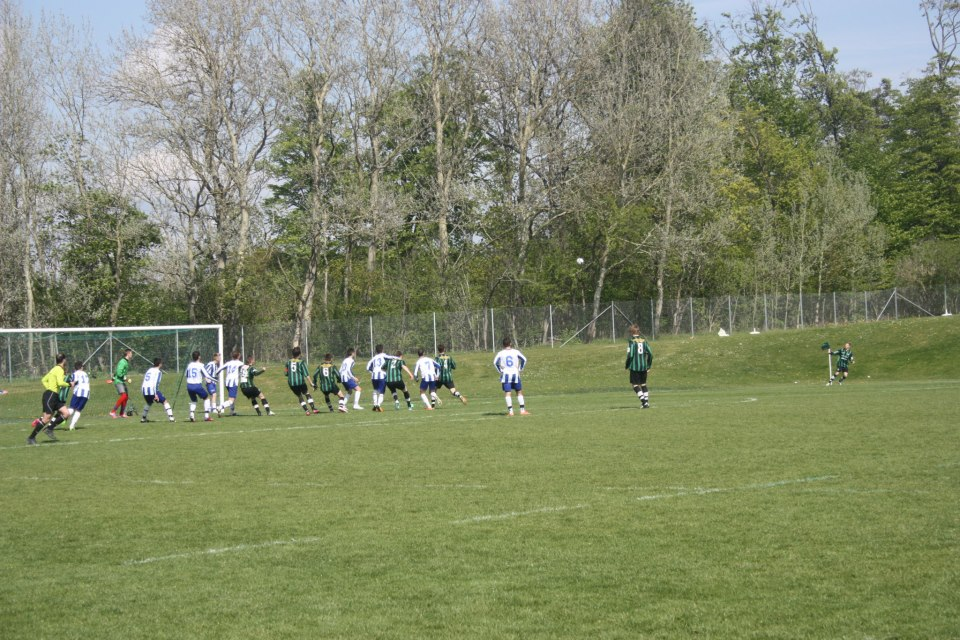
Norra målområdet

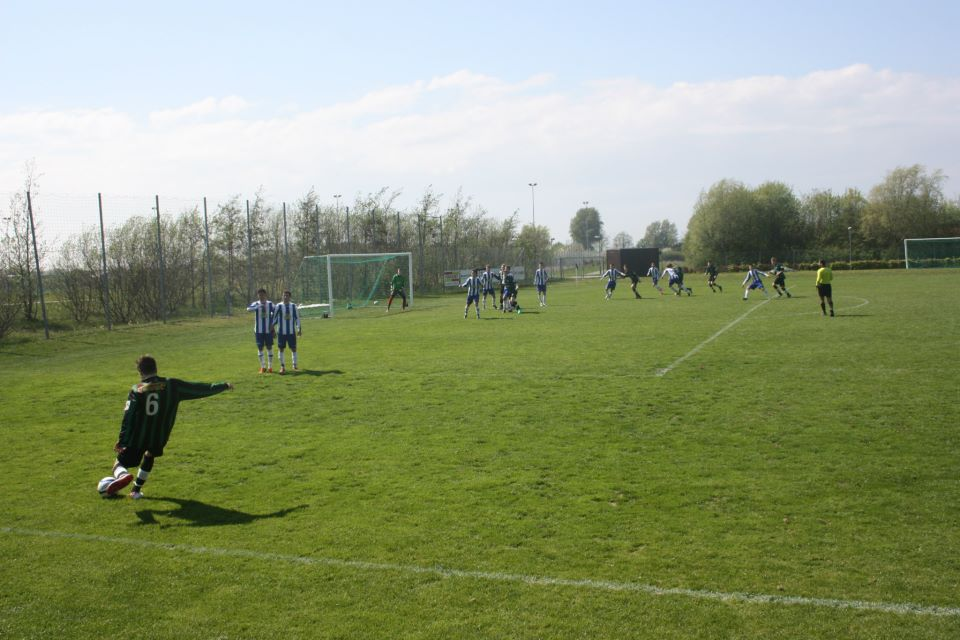
Södra målområdet

Hyllie IP är en fotbollsanläggning i Malmö. Hyllie IP är hemmaplan för Hyllie IK. Huvudplanen är en fullstor 11-mannaplan med gräs som underlag.
Utanför det inhägnade området återfinns en grusplan med belysning samt ett stort bollfält med uppskattningsvis litet mer yta än en 11-mannaplan.
Konstgräsplan har också etablerats 2013.. Omklädningsrummen är nyrenoverade och luftiga.
Som reservarena i fall elljus skulle krävas alternativt kraftigt regnoväder till matchen användes oftast Limhamns IP eller Mellanhedens IP.
Under 2012 utförde man en ombyggnad av idrottsplatsen och byggde till trappor, renoverade upp diverse utrymmen..
Anläggningen ligger intill Limhamns brandstation och Malmö Ridklubb. Lite längre bort öster ut finns Hyllie station, Emporia och Malmö Arena. Västerut så hittar vi Elinelund med koloniområden, skolor, äldreboenden, Limhamns kalkbrott och där bortom Limhamn och Öresund.